# Cladara
Cladara là một chi bướm đêm thuộc họ Geometridae.

## Các loài
- Cladara anguilineata (Grote & Robinson, 1867)
- Cladara atroliturata (Walker, 1863)
- Cladara limitaria (Walker, 1860)
- Cladara ustata (Christoph, 1880)